# Eriogonum wootonii
Eriogonum wootonii là một loài thực vật có hoa trong họ Rau răm. Loài này được (Reveal) Reveal mô tả khoa học đầu tiên năm 2004.